# Apogon

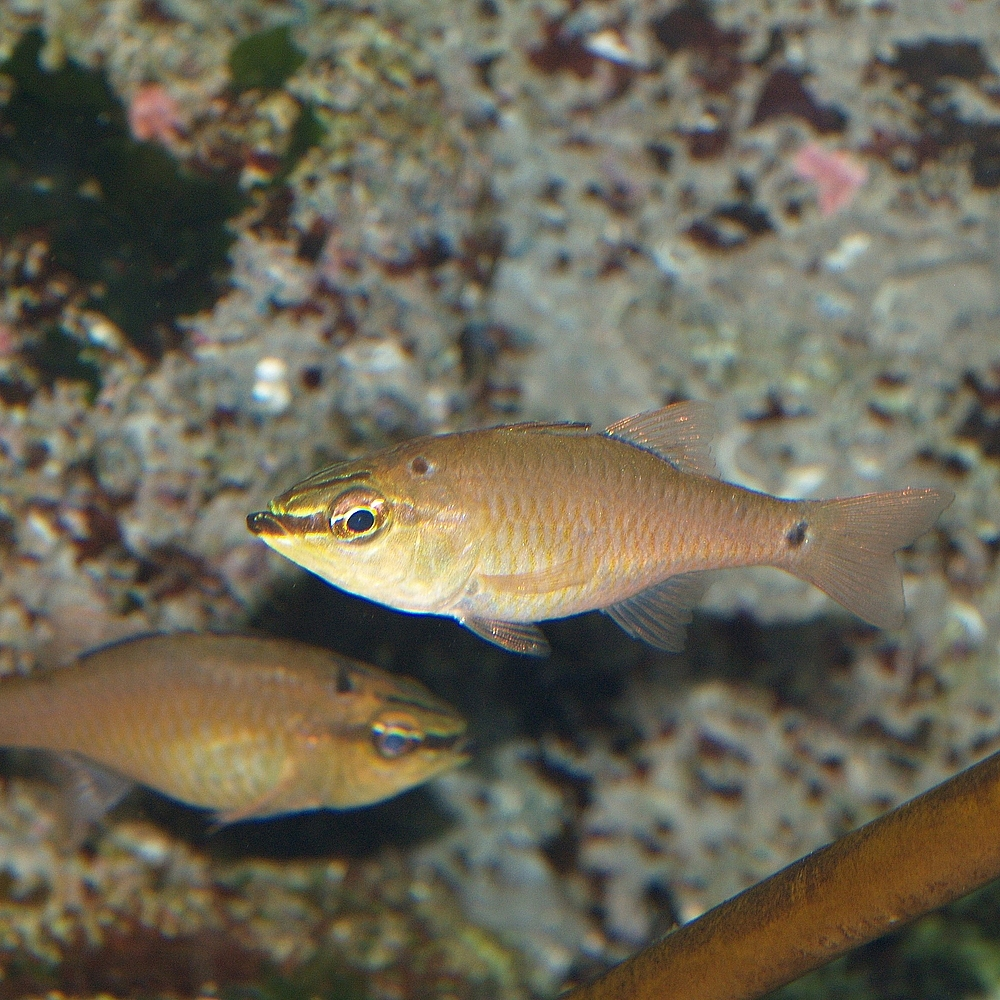
Apogon notatus.

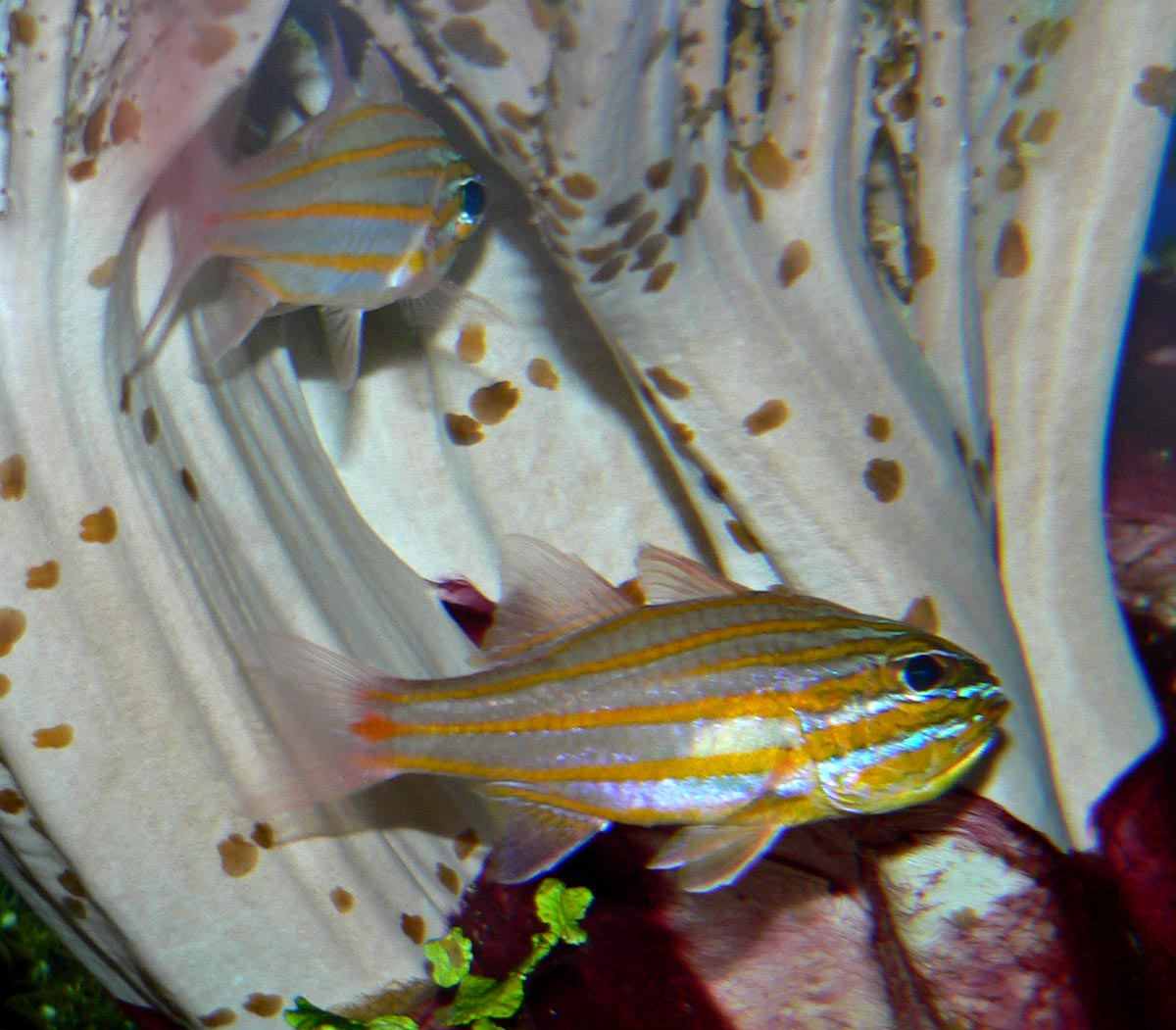
Apogon cyanosoma.

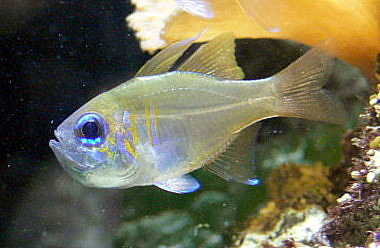
Apogon leptacanthus.

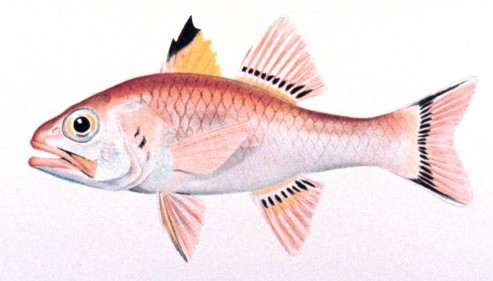
Apogon taeniopterus.

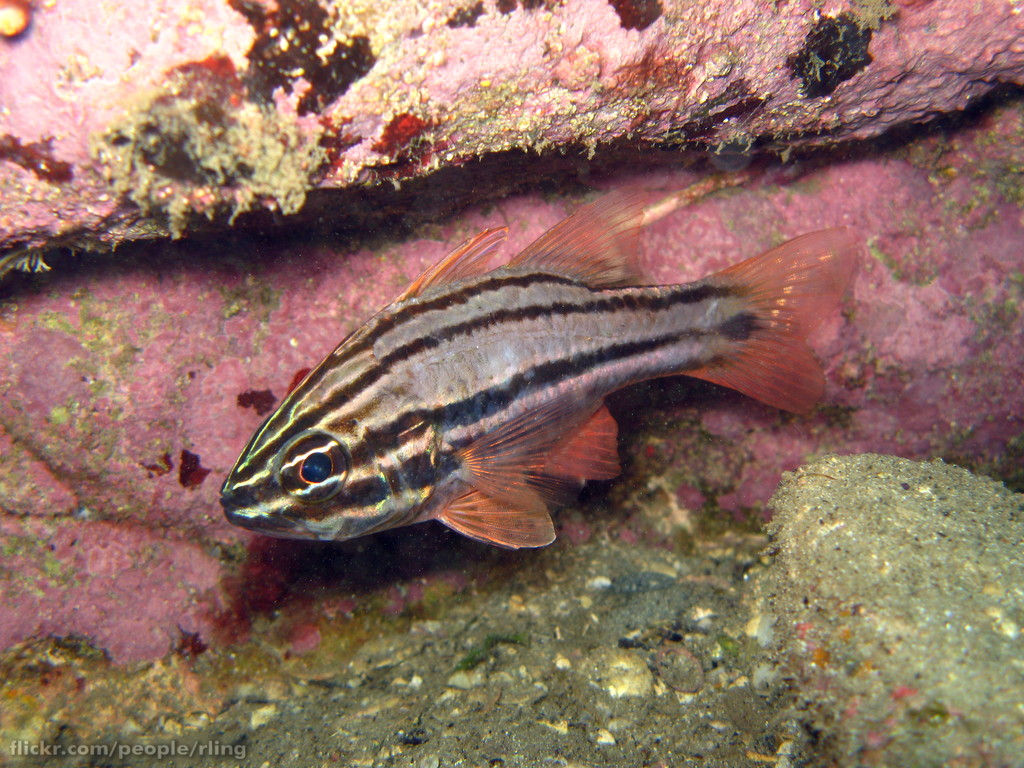
Apogon limenus fotografiado en Nueva Gales del Sur (Australia).

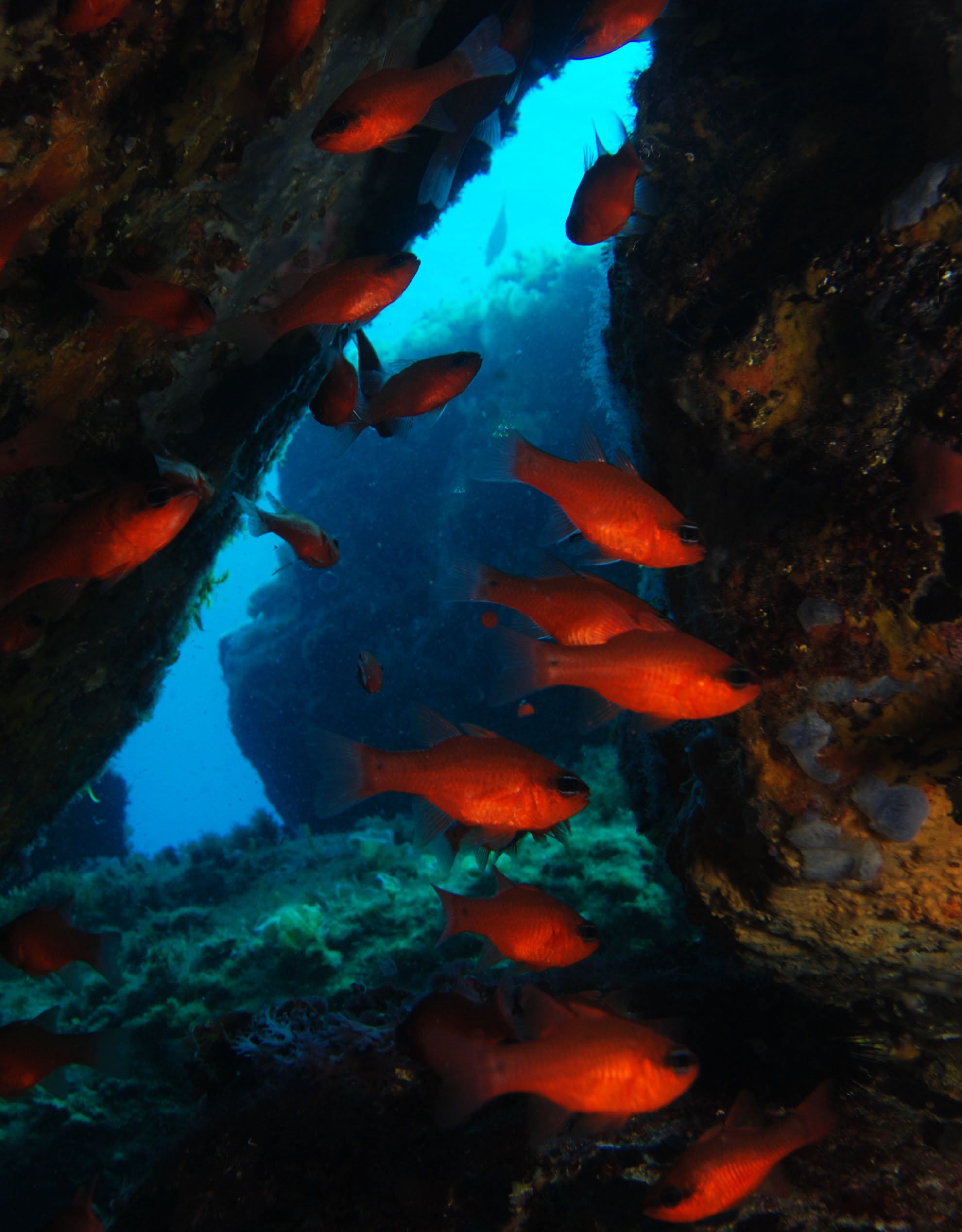
Banco de Apogon imberbis.

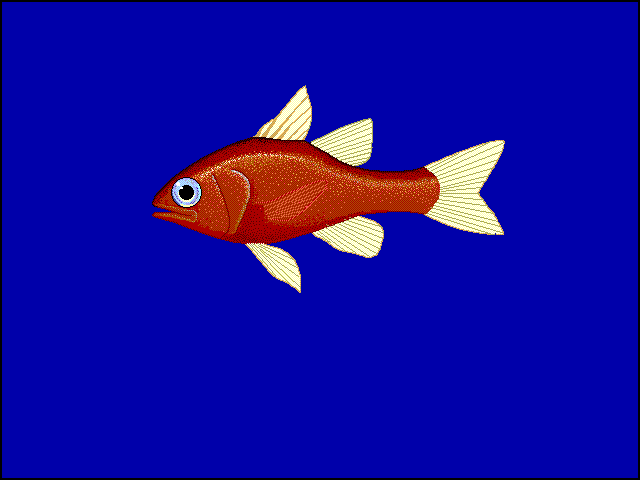
Apogon coccineus.

Apogon es un género de peces de la familia de los apogónidos en el orden de los ciprinodontiformes.

## Hábitat
La mayoría de las especies de este género viven al alrededor de los 200 m de profundidad o más.

## Especies
Se conocen 207 especies:
- Apogon abrogramma
- Apogon affinis
- Apogon albimaculosus
- Apogon albomarginata
- Apogon amboinensis
- Apogon americanus
- Apogon angustatus
- Apogon annularis
- Apogon apogonoides
- Apogon argyrogaster
- Apogon aroubiensis
- Apogon aterrimus
- Apogon atradorsatus
- Apogon atricaudus
- Apogon atripes
- Apogon atrogaster
- Apogon aureus
- Apogon aurolineatus
- Apogon axillaris
- Apogon bandanesis
- Apogon binotatus
- Apogon brevicaudata
- Apogon brevispinis
- Apogon bryx
- Apogon cantoris
- Apogon capricornis
- Apogon carinatus
- Apogon catalai
- Apogon cathetogramma
- Apogon caudicinctus
- Apogon cavitensis
- Apogon ceramensis
- Apogon chalcius
- Apogon cheni
- Apogon chrysopomus
- Apogon chrysotaenia
- Apogon cladophilos
- Apogon coccineus
- Apogon compressus
- Apogon cookii
- Apogon crassiceps
- Apogon cyanosoma
- Apogon cyanotaenia
- Apogon dammermani
- Apogon darnleyensis
- Apogon deetsie
- Apogon dhofar
- Apogon dianthus
- Apogon dispar
- Apogon diversus
- Apogon doederleini
- Apogon doryssa
- Apogon dovii
- Apogon ellioti
- Apogon endekataenia
- Apogon erythrinus
- Apogon euspilotus
- Apogon evermanni
- Apogon exostigma
- Apogon fasciatus
- Apogon flagelliferus
- Apogon flavus
- Apogon fleurieu
- Apogon fraenatus
- Apogon fragilis
- Apogon franssedai
- Apogon fukuii
- Apogon fuscomaculatus
- Apogon fuscus
- Apogon fusovatus
- Apogon gardineri
- Apogon gilberti
- Apogon gouldi
- Apogon griffini
- Apogon guadalupensis
- Apogon guamensis
- Apogon gularis
- Apogon hartzfeldii
- Apogon heptastygma
- Apogon hoevenii
- Apogon holotaenia
- Apogon hungi
- Apogon hyalosoma
- Apogon imberbis
- Apogon indicus
- Apogon ishigakiensis
- Apogon isus
- Apogon jenkinsi
- Apogon kallopterus
- Apogon kalosoma
- Apogon kiensis
- Apogon komodoensis
- Apogon lachneri
- Apogon lateralis
- Apogon lativittatus
- Apogon latus
- Apogon leptacanthus
- Apogon leptocaulus
- Apogon leptofasciatus
- Apogon limenus
- Apogon lineatus
- Apogon lineomaculatus
- Apogon luteus
- Apogon maculatus
- Apogon maculiferus
- Apogon maculipinnis
- Apogon margaritophorus
- Apogon marquesensis
- Apogon melanoproctus
- Apogon melanopterus
- Apogon melanopus
- Apogon melas
- Apogon micromaculatus
- Apogon microspilos
- Apogon moluccensis
- Apogon monochrous
- Apogon monospilus
- Apogon mosavi
- Apogon multilineatus
- Apogon multitaeniatus
- Apogon mydrus
- Apogon nanus
- Apogon natalensis
- Apogon neotes
- Apogon niger
- Apogon nigripes
- Apogon nigripinnis
- Apogon nigrocincta
- Apogon nigrofasciatus
- Apogon nitidus
- Apogon norfolcensis
- Apogon notatus
- Apogon noumeae
- Apogon novaeguineae
- Apogon novemfasciatus
- Apogon ocellicaudus
- Apogon omanensis
- Apogon opercularis
- Apogon oxina
- Apogon oxygrammus
- Apogon pacificus
- Apogon pallidofasciatus
- Apogon parvulus
- Apogon perlitus
- Apogon pharaonis
- Apogon phenax
- Apogon photogaster
- Apogon pillionatus
- Apogon planifrons
- Apogon poecilopterus
- Apogon posterofasciatus
- Apogon properuptus
- Apogon pselion
- Apogon pseudomaculatus
- Apogon pseudotaeniatus
- Apogon quadrifasciatus
- Apogon quadrisquamatus
- Apogon quartus
- Apogon queketti
- Apogon quinquestriatus
- Apogon radcliffei
- Apogon regani
- Apogon regula
- Apogon relativus
- Apogon retrosella
- Apogon rhodopterus
- Apogon robbyi
- Apogon robinsi
- Apogon rubrimacula
- Apogon rueppellii
- Apogon rufus
- Apogon sabahensis
- Apogon sangiensis
- Apogon savayensis
- Apogon schlegeli
- Apogon sealei
- Apogon selas
- Apogon semilineatus
- Apogon semiornatus
- Apogon septemstriatus
- Apogon sialis
- Apogon sinus
- Apogon smithi
- Apogon spilurus
- Apogon spongicolus
- Apogon striatodes
- Apogon striatus
- Apogon susanae
- Apogon taeniatus
- Apogon taeniophorus
- Apogon taeniopterus
- Apogon talboti
- Apogon tchefouensis
- Apogon thermalis
- Apogon timorensis
- Apogon townsendi
- Apogon trimaculatus
- Apogon truncatus
- Apogon unicolor
- Apogon uninotatus
- Apogon unitaeniatus
- Apogon urostigma
- Apogon ventrifasciatus
- Apogon victoriae
- Apogon wassinki
- Apogon wilsoni
- Apogon zebrinus[4][5][6][7][8]